# Skoplje '63
Skoplje '63 är en jugoslavisk dokumentärfilm från 1964 regisserad av Veljko Bulajić om jordbävningen i Skopje 1963. Den visades på filmfestivalen i Cannes 1964, men deltog inte i huvudtävlingen.
Inspelningen började tre dagar efter skalvet och varade i fyra månader. Därefter tillbringade Bulajić att under 12 månaders tid redigera vid Jadran Film.

### Fotnoter
1. ↑  ”Festival de Cannes: Skoplje '63”. festival-cannes.com. http://www.festival-cannes.com/en/archives/ficheFilm/id/3075/year/1964.html. Läst 1 mars 2009.
2. ↑  ”Vrdoljak izigrava patnika a štitio ga je admiral Mamula” (på Croatian). Večernji list. 15 maj 2010. http://www.vecernji.hr/vijesti/vrdoljak-izigrava-patnika-a-stitio-ga-je-admiral-mamula-clanak-140451. Läst 21 maj 2010.